# Banite (huyện)
Banite là một huyện thuộc tỉnh Smolyan, Bungaria. Dân số thời điểm năm 2001 là 6765 người.